# Calathea utilis
Calathea utilis är en strimbladsväxtart som beskrevs av H.A.Kenn. Calathea utilis ingår i släktet Calathea och familjen strimbladsväxter. Inga underarter finns listade.